# Distrito histórico de Park Avenue (Detroit)
El Distrito Histórico de Park Avenue es un distrito histórico ubicado en Detroit, Míchigan, a lo largo de Park Avenue entre Adams St. y la I-75. El distrito incluye el Women's City Club, el Detroit Building y Park Avenue House. El distrito fue designado Sitio Histórico del Estado de Míchigan en 1996 y se incluyó en el Registro Nacional de Lugares Históricos en 1997.

## Historia
En la década de 1920, el prestigioso Grand Circus Park de Detroit estaba lleno de edificios. El auge del automóvil en la ciudad aumentó la presión por el espacio de oficinas y el desarrollo comenzó a extenderse hacia el norte desde Grand Circus Park hasta Park Avenue. En 1922, Albert Kahn diseñó el Park Avenue Building, ubicado a la entrada de Park Avenue (pero incluido en el vecino distrito histórico de Grand Circus Park). Otros arquitectos y artesanos contribuyeron con hoteles, edificios de apartamentos y edificios de oficinas .
En 1923, se formó la Asociación de Park Avenue. Planearon la calle para concentrar espacios comerciales y de oficinas de alto nivel en el extremo sur, y un prestigioso desarrollo residencial en el extremo norte. A medida que el distrito se desarrolló, los habitantes de Detroit lo percibieron conscientemente como la versión de su ciudad de la Quinta Avenida de Nueva York.
También en Park Avenue estaba Women's City Club y la sede de Detroit del Colony Club, ambos a favor de la inclusión de las mujeres en las actividades sociales y laborales, y apoyar también del sufragio femenino.
El área fue utilizada cada vez menos durante la Gran Depresión, pero vio un resurgimiento después de la Segunda Guerra Mundial, con una mezcla de grupos sociales y múltiples restaurantes y lugares de entretenimiento. Al mismo tiempo, se agregó un carácter industrial al distrito cuando Iodent Chemical Company comenzó a fabricar pasta de dientes en un edificio a lo largo de Park Avenue. La proximidad del Fox Theatre y otros lugares cercanos (incluido Comerica Park) ha llevado a una mayor remodelación en la década de 2000. El edificio Iodent ha sido remodelado en lofts, el Colony Club ha sido renovado y se han abierto dos nuevos lugares de entretenimiento, Cliff Bell's y Park Bar.
El distrito fue incluido en el registro estatal de lugares históricos en 1996 y en el Registro Nacional de Lugares Históricos en 1997.

## Estructuras históricas
Park Avenue alberga trece edificios. Dos de ellos (Women's City Club y Park Avenue House) se enumeran por separado en el Registro Nacional. Dos edificios adicionales a cada lado de Park Avenue en West Adams (los edificios Park Avenue y Kales) están en el Distrito Histórico de Grand Circus Park y, por lo tanto, no están incluidos en este distrito.
| Nombre            | Imagen | Año  | Ubicación        | Estilo                              | Arquitecto                                | Notas |
| ----------------- | ------ | ---- | ---------------- | ----------------------------------- | ----------------------------------------- | --- |
| Women's City Club |        | 1922 | 2110 Park Avenue | Arts and Crafts / moderno (inicios) | William B. Stratton; Waldridge & Aldinger | Incluido en el Registro Nacional de Lugares Históricos.                                                                                              |
| Detroit Building  |        | 1923 | 2210 Park Avenue | Beaux Arts                          | Arnold & Shreve                           | Renovado en 2009. Incluido en el Registro Nacional de Lugares Históricos.                                                                            |
| Park Avenue House |        | 1924 | 2305 Park Avenue | Beaux-arts / historicismo           | Louis Kamper                              | The Town Pump Tavern se encuentra en la planta baja del edificio residencial de gran altura. Incluido en el Registro Nacional de Lugares Históricos. |